# Зурсел
Зурсел (на нидерландски: Zoersel) е селище в Северна Белгия, провинция Антверпен. Намира се на 20 km източно от град Антверпен. Населението му е около 20 600 души (2006).